# Laane (Padise)
Laane – wieś w Estonii, w prowincji Harju, w gminie Padise.